# Circulus (chi ốc biển)
Circulus là một chi very small and minute ốc biển có nắp, marine động vật chân bụng động vật thân mềm thuộc họ Tornidae.

## Các loài
According to the Cơ sở dữ liệu sinh vật biển (WoRMS), the following species with valid names are gồm cód withtrong genus Circulus 
- Circulus liratus (A. E. Verrill, 1882)
- Circulus semisculptus (Olsson & McGinty, 1958)
- Circulus stephani Rolán & Ryall, 2002
- Circulus striatus (Philippi, 1836)
- Circulus supranitidus (Wood S., 1848)
- Circulus texanus (Moore, 1965)
- Circulus tricarinatus (Wood S., 1848)

Cơ sở dữ liệu Indo-Pacific Molluscan cũng ghi nhận các loài sau với danh pháp đang sử dụng:
- Circulus acutilirata (Thiele, 1925)
- Circulus aequatorialis (Thiele, 1925)
- Circulus angulata (Adams)
- Circulus callusa (Laseron, 1958)
- Circulus cingulifera A. Adams, 1850
- Circulus delectabile (Tate, 1899)
- Circulus duplicatus (Lischke, 1872)
- Circulus gyalum (Melvill, 1904)
- Circulus harriettae (Petterd, 1884)
- Circulus liricincta (Garrett, 1873)
- Circulus modestum (Gould, 1859)
- Circulus octolirata (P. Carpenter, 1856)
- Circulus pachyston (Verco, 1907)
- Circulus planorbis (Laseron, 1958)
- Circulus sculptilis (Garrett, 1873)
- Circulus tatei (Angas, 1878): đồng nghĩa của Elachorbis tatei (Angas, 1878)
- Circulus transculpta (Laseron, 1958)
- Circulus venusta (Hedley, 1901)
- Circulus virginiae (Jousseaume, 1872)

The Database of Tây Đại Tây Dương Marine Mollusca also adds the following species:
- Circulus margaritiformis (Dall, 1927)
- Circulus orbignyi (P. Fischer, 1857) (dubious name)
- Circulus translucens (Dall, 1927)